# Léon de Laborde
Pour les articles homonymes, voir Famille de Laborde et de Laborde.
 (décembre 2023).
Si vous disposez d'ouvrages ou d'articles de référence ou si vous connaissez des sites web de qualité traitant du thème abordé ici, merci de compléter l'article en donnant les références utiles à sa vérifiabilité et en les liant à la section « Notes et références ».
Simon Joseph Léon Emmanuel, marquis de Laborde ou comte de Laborde, est un archéologue, conservateur et homme politique français né à Paris le 15 juin 1807 et mort au château de Beauregard à Fontenay (Eure) le 26 mars 1869.

## Biographie

### Débuts d'une passion pour l'archéologie et l'histoire de l'art
Léon de Laborde est le petit-fils du célèbre financier de Louis XV Jean-Joseph de Laborde (1724-1794), homme le plus riche de France du XVIIIème siècle et qui périt sur l'échafaud, et le seul fils d'Alexandre de Laborde et de Thérèse Sabatier de Cabre (1780-1854). Il fit ses études à l'Université de Göttingen. En 1827, il parcourut avec son père une grande partie de l'Europe du Sud et de l'Asie Mineure (Florence, Rome, Naples, Otrante, Corfou, Constantinople, Jérusalem, Alexandrie) et, avec un talent remarquable, dessina de nombreux monuments antiques d'Asie Mineure et de Syrie. Son père reparti en France, il explora ensuite la vallée du Nil avec l'ingénieur Linant de Bellefonds, alors au service de Méhémet-Ali, et l'Arabie Pétrée (actuelle Jordanie) où il recueillit les éléments d'un de ses ouvrages les plus connus, Voyage en Asie Mineure (1838). Toute sa vie, il restera un grand voyageur, séjournant en Angleterre, en Suisse, en Allemagne, en Italie, en Espagne et dans les Pyrénées.

### Débuts de sa carrière diplomatique
À son retour, il devint secrétaire de l'ambassade française à Rome auprès de Chateaubriand (1828), mais il démissionna avec ce dernier au moment de la formation du ministère Polignac (1829).
Après la Révolution de 1830, Léon de Laborde devint aide-de-camp du général La Fayette avant d'être envoyé comme secrétaire d'ambassade à Londres auprès de Talleyrand. En 1831, il fut attaché, avec la même qualité, à la légation de Hesse-Cassel auprès de son oncle maternel, Auguste Sabatier de Cabre. En 1837, il fut chargé de porter le portrait du duc d'Orléans, fils aîné de Louis-Philippe, à sa future épouse, la princesse Hélène de Mecklembourg-Schwerin.

### Travaux historiques et littéraires
Il ne tarda pas à quitter de nouveau la carrière diplomatique pour s'adonner entièrement à des travaux historiques et littéraires. Membre des jurys des expositions de l'industrie depuis 1839, il rédigea plusieurs des rapports présentés au nom de diverses commissions de ces jurys. L'histoire de l'art attira particulièrement sa curiosité, et il commença en 1839 une Histoire de la gravure en manière noire, annoncée comme le tome V d'une Histoire de l'impression dont il avait donné, six ans auparavant, le spécimen dans une publication abandonnée dès son début (Essais de gravure, 1833). Il fit paraître, l'année suivante, des Recherches sur la découverte de l'imprimerie (1840).

### Famille
Il épousa Félicie Cousin-Corbin (1814-1883), fille d'un industriel drapier d'Elbeuf, dont il eut six enfants : 
- Joseph de Laborde (1840-1917), qui épousa Jeanne Perdrigeon du Vernier (1856-1953), qui eut une descendance ;
- Marguerite Thérèse Nathalie Marie de Laborde (1844-1867), qui épousa le baron Aimé Seillière (1835-1870);
- Nathalie de Laborde (1846-1929), qui épousa le baron Frédéric Seillière (1839-1899);
- Marguerite Aline Rosalie de Laborde (1849-1922), qui épousa le baron Aimé Seillière (1835-1870), veuf de sa sœur aînée, puis Auguste Louis Ferdinand Creuzé de Lesser;
- François de Laborde, mort enfant de la diphtérie;
- Alexandre de Laborde (1853-1944).

La famille partageait alors son existence entre un appartement parisien du quai Malaquais et le château de Beauregard à Fontenay (Eure), propriété actuelle de la famille Icard, que Léon de Laborde envisagea de faire reconstruire vers 1865, demandant à l'architecte et paysagiste Louis-Sulpice Varé un projet qui ne fut pas réalisé.  

### A la poursuite de ses passions
Le 7 mai 1841, candidat du gouvernement, Léon de Laborde remplaça son père, démissionnaire, comme député du 4e collège électoral de Seine-et-Oise (Étampes). À la Chambre, il resta assez étranger à la politique générale et vota en toute circonstance avec le ministère, s'affirmant, à l'instar de ses beaux-frères Gabriel Delessert et Édouard Bocher, comme un fidèle soutien de la dynastie nouvelle. Il était d'ailleurs fréquemment admis dans l'intimité de la famille d'Orléans aux Tuileries ou au château de Saint-Cloud. Il ne fut pas réélu le 9 juillet 1842.Le 1er août 1846, les électeurs d'Étampes renvoyèrent Léon de Laborde à la Chambre. Il y soutint constamment le gouvernement.   

#### Membre de l'Académie des inscriptions et des belles-lettres
La mort de son père, en 1842, lui ouvrit la succession des honneurs auxquels celui-ci avait été élevé. Après avoir publié un Commentaire géographique sur l'Exode et les Nombres (1841), dans lequel il résumait les résultats de ses recherches géographiques sur la Palestine et la Proche-Orient en général, il fut élu à l'Académie des inscriptions et belles-lettres (1842).   

#### Un intérêt porté pour les bibliothèques
Il s'est intéressé vivement à la question de la translation de la Bibliothèque royale et proposa un plan de réorganisation des bibliothèques publiques.  
En 1845, il commença la publication de ses Lettres sur les Bibliothèques, qu'il n'a pas terminées. L'une d'elles, la quatrième, sur le Palais Mazarin, offre un réel intérêt historique. Ces lettres furent l'occasion d'un ouvrage conçu sur un plan plus vaste : Les Monuments de Paris, dont la première livraison parut en 1846 mais qui resta lui aussi inachevé.  

#### Un amoureux de la Grèce
Une autre publication somptueuse, Le Parthénon. Documents pour servir à une restauration, fut commencée vers 1847, après un voyage à Athènes en 1844, au cours duquel il imagina un projet de restauration du Parthénon. Léon de Laborde avait pour souhait de réaliser un ouvrage composé de deux tomes, l'un de cent pages de texte, et l'autre d'une centaine de planches en couleurs. Il y voua une véritable admiration et dit du Parthénon : "il s'est conservé à Athènes, au haut de son Acropole désolée, un chef-d'œuvre, création sublime du sentiment le plus délicat uni au savoir le plus profond, météore brillant qui parut une fois sur la terre pour montrer aux générations à venir les limites du génie de l'homme."
Malheureusement, la publication est arrêtée en 1848, seulement quelques planches ont été imprimées.  
Lors de son voyage, il fit l'acquisition de la célèbre tête de la Pallas Athénée du Parthénon attribuée à Phidias (dite « tête Laborde »), rapproché au torse d'Isis du fronton ouest. Sa belle-fille vendit plus tard au musée du Louvre en 1928.  

#### Conservateur du musée du Louvre (1847-1854)
À la mort du baron de Clarac, conservateur des antiques du musée du Louvre, en 1847, Louis-Philippe lui confia la conservation d'une partie du musée des antiques au Louvre. Ce département est divisé entre deux conservateurs ; Adrien de Longpérier était chargé des antiquités égyptiennes et orientales, tandis que Léon de Laborde s'occupait de la conservation des antiquités grecques er romaines, ainsi que des sculptures et des objets d'art des Temps Modernes (du Moyen Âge au XVIIIème), considérés comme faisant partie du département des antiques à cette époque.
La Révolution de 1848 le priva de ses fonctions. Il fut alors chargé, avec Prosper Mérimée et Auguste Philibert Chalons d'Argé, de rechercher aux Tuileries les objets dignes d'être conservés.
Il revint au musée, après l'élection du 10 décembre, en 1849, dans ses fonctions de conservateur au Louvre, chargé des collections des sculptures et des objets d'art des Temps Modernes, mais plus des antiquités gréco-romaines dont la charge a été redistribuée à Adrien de Longpérier. Il s'imposa, malgré ses démêlés avec Émilien de Nieuwerkerke, Comte de Nieuwerkerke, qui le conduisirent à la démission en 1854, comme l'un des meilleurs connaisseurs des époques dont il avait la charge et qu'il contribua à faire connaître avec ses catalogues raisonnés et ses publications d'histoire de l'art. Il rédigea ainsi un Catalogue raisonné des émaux de son département (1852).

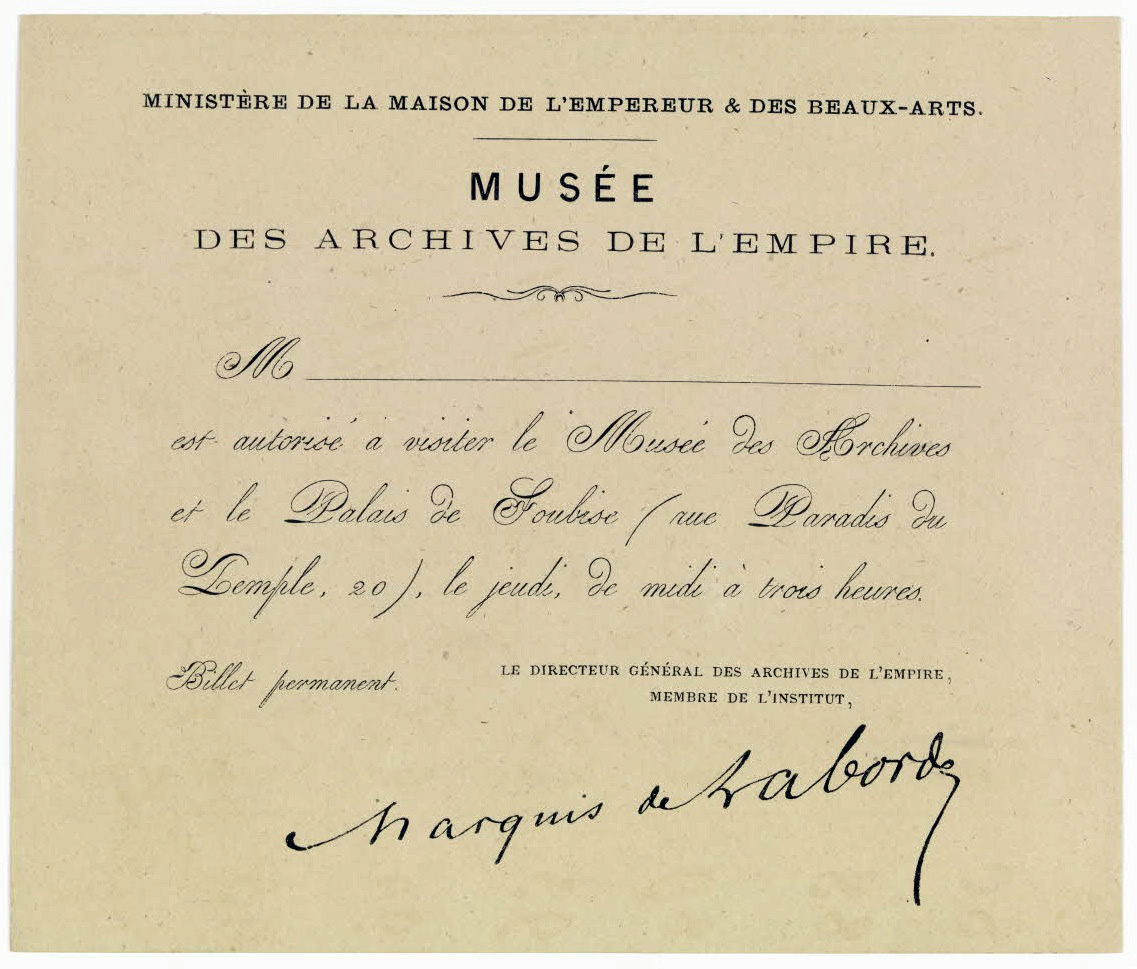
Laissez-passer adressé par le marquis de Laborde aux établissements scolaires parisiens pour visiter le musée des Archives de l'Empire.

#### Directeur des Archives de l'Empire (1847-1867) et créateur du musée des Archives de France
Pressenti en 1856 pour devenir ministre de l'Instruction publique, Léon de Laborde fut nommé, le 4 mars 1857, directeur général des Archives de l'Empire en remplacement de François-Michel-Armand de Chabrier-Peloubet. Cette prestigieuse nomination fut appuyée par l'impératrice Eugénie, intime de la sœur de Laborde, Valentine, et par Prosper Mérimée, à qui la place avait d'abord été proposée et qui la refusa en recommandant son ami. Laborde est alors fort bien en cour, et l'impératrice rendit plusieurs visites à sa femme à l'hôtel de Soubise, siège des Archives de l'Empire. Il demeura onze années à ce poste, restructurant son service et modernisant les bâtiments : c'est lui qui fit construire par les architectes Janniard et Grisart les nouveaux magasins sur la rue des Quatre-Fils et qui fit aménager à l'hôtel de Soubise le musée de l'Histoire de France, inauguré en juillet 1868. Il lança la publication de l'inventaire des grandes séries (Trésor des chartes et collection des sceaux en 1863, Monuments historiques en 1866, actes du Parlement de Paris en 1867, etc.). Malgré cette intense activité, ou à cause d'elle, il fut particulièrement impopulaire auprès du personnel des Archives, constitué majoritairement il est vrai de républicains opposants au Second Empire. Pressenti pour succéder à Émilien de Nieuwerkerke à la surintendance des beaux-arts en 1863, il refusa pour se consacrer exclusivement aux Archives.

#### Sénateur (1868-1868)
Il fut appelé à faire partie du Sénat du Second Empire le 2 mai 1868. Miné par une grave affection de la moelle épinière, il fut admis à la retraite comme directeur général des Archives le 17 août de la même année. Il mourut l'année suivante, le 26 mars 1869 et fut inhumé dans la sépulture familiale du cimetière du Calvaire de Montmartre. Léon de Laborde a collaboré à la Revue des deux Mondes, à la Revue française, aux Annales archéologiques, entre autres. Il fut maire de Fontenay sous le Second Empire.[réf. nécessaire]

#### Ecrits
Au retour d'un voyage en Belgique, les documents inédits qu'il avait recueillis sur la cour des ducs de Bourgogne lui fournirent la matière d'un Essai de catalogue des artistes des Pays-Bas (1849). Il commença en même temps sous le titre Les Ducs de Bourgogne une publication destinée à faire connaître l'état des arts et de l'industrie dans la France et les Pays-Bas au XVe siècle.
En 1850, Léon de Laborde avait publié le tome Ier de La Renaissance des arts à la cour de France. Vinrent ensuite : Athènes aux XVe, XVIe et XVIIe siècles (1855), Le Château du Bois de Boulogne (1855), De l'Union des Arts et de l'Industrie (1856). Ce dernier ouvrage reposait sur la vulgarisation des arts en développant des idées alors jugées hardies. La même année, il revint sur le même sujet dans un opuscule intitulé : Quelques idées sur la direction des arts et sur le maintien du goût public.

## Publications
- Voyage de l'Arabie Pétrée, Giard éditeur, Paris, 1830 (lire en ligne)
- Essais de gravure pour servir à une histoire de la gravure en bois, Imprimerie et fonderie de Jules Didot l'aîné, Paris, 1833
- Voyages en Abyssinie : analyse critique des voyages qui ont été faits dans ce pays et des ouvrages qu'on a publié ["sic"] sur son histoire, sa religion et ses mœurs, Imprimerie de Paul Dupont, Paris, 1838 (lire en ligne)
- Débuts de l'imprimerie à Strasbourg ou Recherches sur les travaux mystérieux de Gutenberg dans cette ville et sur le procès qui lui fut intenté en 1439 à cette occasion, Techener libraire-éditeur, Paris, 1839 (lire en ligne)
- Histoire de la gravure en manière noire, Imprimerie de Jules Didot l'aîné, Paris, 1839 (lire en ligne)
- Débuts de l'imprimerie à Mayence et à Bamberg, ou Description des lettres d'indulgence du pape Nicolas V "pro regno Cypri", imprimées en 1454, chez Techener, Paris, 1840 (lire en ligne)
- Projets pour l'amélioration et l'embellissement du 10e arrondissement : quartier de la Monnaie, projet pour le percement d'une rue qui commence à la place Saint-Sulpice et s'étend jusqu'à la halle au blé, Jules Renouard et Cie libraires, Paris, 1842 (lire en ligne)
- Le Palais Mazarin et les grandes habitations de ville et de campagne au XVIIe siècle, Chez A. Franck, Paris, 1846 (lire en ligne)
- La Renaissance des arts à la cour de France, études sur le XVIe siècle, Imprimerie de J. Claye et Cie, Paris, 1850 (lire en ligne)
- Quelques idées sur la direction des arts et sur le maintien du goût public, Imprimerie impériale, Paris, 1856 (lire en ligne)
- De l'union des arts et de l'industrie. Le passé, Imprimerie impériale, Paris, 1856, tome 1, Le passé, tome 2, L'avenir
- Le Parlement de Paris, sa compétence et les ressources que l'érudition trouvera dans l'inventaire de ses archives, Typographie de Henri Plon, Paris, 1863 (lire en ligne)
- Les archives de la France, leurs vicissitudes pendant la Révolution, leur régénération sous l'Empire, Librairie Vve Renouard, Paris, 1867 (lire en ligne)

## Sources

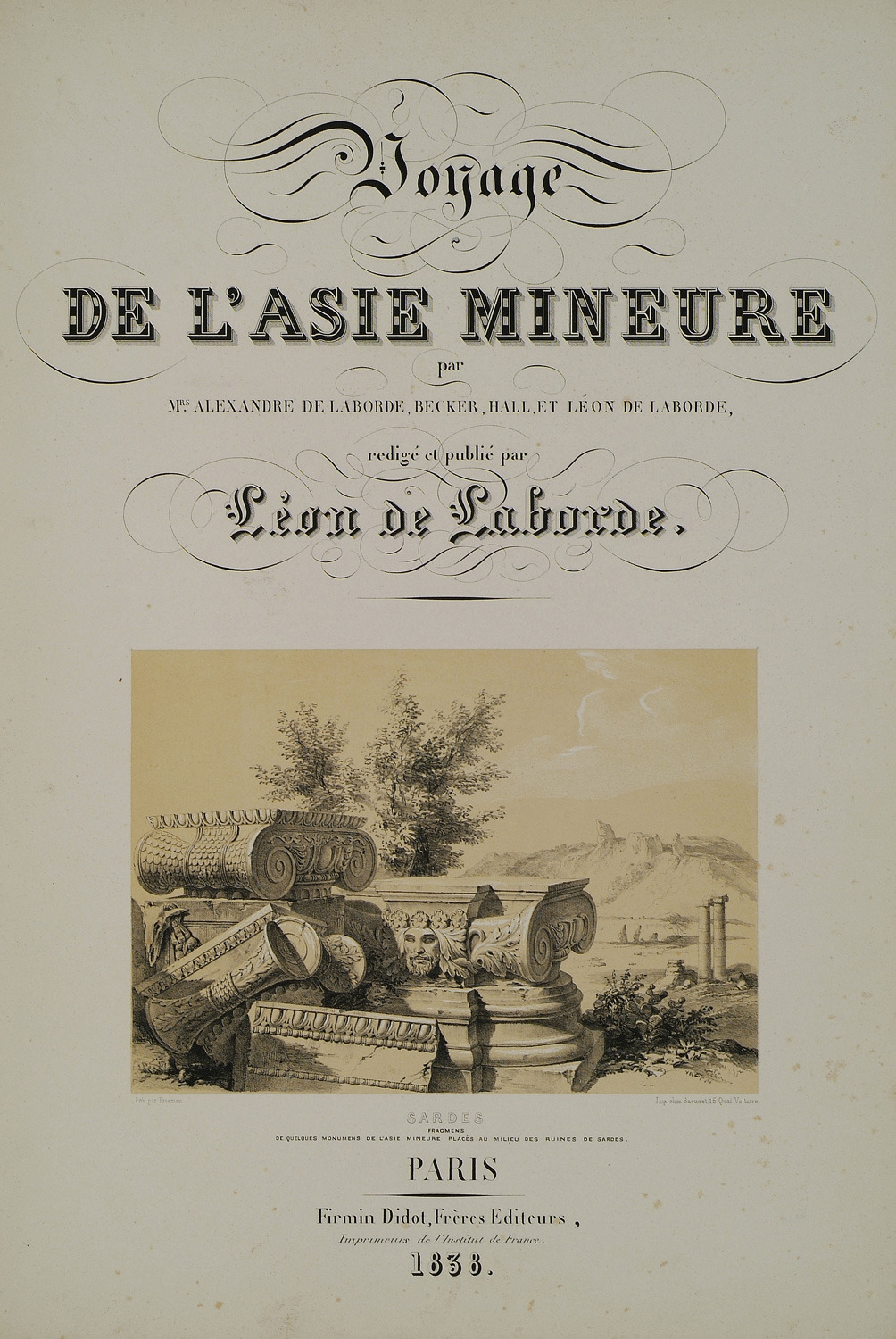
Voyage de l'Asie Mineure, 1838

- François d'Ormesson et Jean-Pierre Thomas, Jean-Joseph de Laborde, banquier de Louis XV, mécène des Lumières, Paris, Éditions Perrin, 2002, 380 p. (ISBN 2-262-01820-0)
- Bertrand de Villeneuve Bargemon Alexandre de Laborde, Paris, Ibacom 2011 -  (ISBN 978-2-9536869-1-3)
- « Léon de Laborde », dans Adolphe Robert et Gaston Cougny, Dictionnaire des parlementaires français, Edgar Bourloton, 1889-1891 [détail de l’édition]

## Documentation
Le fichier, financé par Léon de Laborde, dépouillant les archives de corporations au Châtelet de Paris et à la Prévôté de Paris, est conservé à l'Institut national d'histoire de l'art.